# Giovanni Rossignoli
Giovanni Rossignoli (3 de dezembro de 1882, Pavia - 24 de julho de 1954, Pavia) é um ciclista profissional italiano.
Participou de 11 edições do Giro d'Italia sendo a sua melhor classificação a terceira posição na classificação geral em 1909.